# Breitenbach am Herzberg

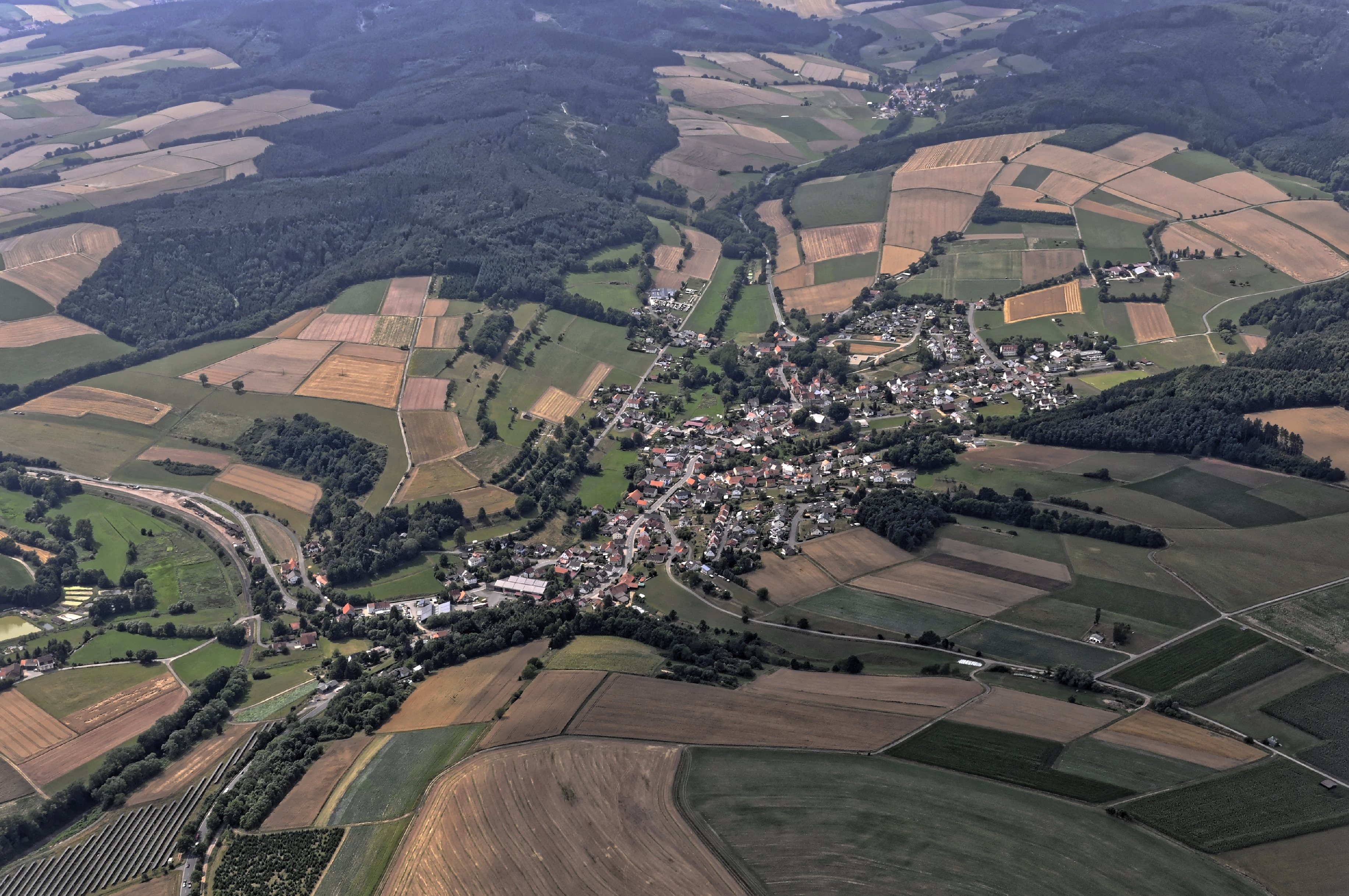
Breitenbach aus der Luft gesehen

Breitenbach am Herzberg (amtlich Breitenbach a. Herzberg) ist eine Gemeinde im äußersten Südwesten des osthessischen Landkreises Hersfeld-Rotenburg.

## Geographie

### Geographische Lage
Die Gemeinde liegt am Fuß des Hirschberges (er wird oft auch Herzberg genannt) und des Rimbergs im südlichen Knüllgebirge. Die Ortsteile verteilen sich auf das untere Jossatal und dessen Nebentäler.
Die Gemeindegemarkung hat ihren tiefsten Punkt an der Jossa im Ortsteil Oberjossa mit 234 m ü. NN. Die höchste Stelle liegt mit 529 m ü. NN an den Hängen des Rimberges.
Die Gemeinde liegt zwischen Alsfeld (etwa 18 km westlich gelegen) und Bad Hersfeld (etwa 20 km nordöstlich gelegen).

### Nachbargemeinden
Breitenbach grenzt im Norden an die Gemeinden Ottrau und Oberaula (beide im Schwalm-Eder-Kreis), im Osten an die Gemeinden Kirchheim und Niederaula (beide im Landkreis Hersfeld-Rotenburg), im Süden an die Städte Schlitz und Grebenau sowie im Westen an die Stadt Alsfeld (alle drei im Vogelsbergkreis).

### Gemeindegliederung
Die Gemeinde besteht aus den Ortsteilen Breitenbach, Hatterode, Oberjossa, Gehau und Machtlos.

## Geschichte
Die älteste bekannte urkundliche Erwähnung des Ortes Breydenbach apud stratam bi dem Herzisberg datiert von 1290. Diese Urkunde bezieht sich auf noch ältere Urkunden. Somit wird angenommen, dass die Dörfer bereits zwischen 400 und 800 entstanden sind.
Von 1290 bis 1298 wurde die Burg Herzberg an der Handelsstraße „Kurze Hessen“ durch Heinrich von Romrod erbaut. Heinrich erhielt die Gegend um das Dorf (das Gericht Breitenbach) als Lehen von den hessischen Landgrafen. Im Jahre 1372 und 1373 war die Burg unter Friedrich von Herzberg ein Hauptstützpunkt des Ritterbundes der Sterner, die im letzten Viertel des 14. Jahrhunderts gegen die zunehmende Macht der hessischen Landgrafen kämpften. Über mehrere hundert Jahre hatten danach die Freiherren von Dörnberg die Burg und spätere Landesfestung Herzberg inne.
Während der Zeit des napoleonischen Königreichs Westphalen (1807–1813) war Breitenbach Hauptort des Kantons Breitenbach und Sitz des Friedensgerichts.
Ab 1814 zählte Breitenbach zum Kurfürstentum Hessen. Nach dem Deutschen Krieg kam der Ort 1867 zum Königreich Preußen und dessen Provinz Hessen-Nassau. 1928 wurde der größte Teil des aufgelösten Gutsbezirks Breitenbach/von Dörnberg eingemeindet. Nach dem Zweiten Weltkrieg kam der Ort zum Land Hessen (Regierungsbezirk Kassel, Kreis Ziegenhain).
Gebietsreform und Eingemeindungen
Im Zuge der Gebietsreform in Hessen fusionierten mit Wirkung zum 31. Dezember 1971 die bis dahin selbständigen Gemeinden Breitenbach am Herzberg, Hatterode und Oberjossa freiwillig zur neuen Großgemeinde Breitenbach am Herzberg. Die Gemeinden Gehau und Machtlos kamen durch Landesgesetz am 1. August 1972 hinzu.

## Politik

### Gemeindevertretung
Die Kommunalwahl am 14. März 2021 lieferte folgendes Ergebnis, in Vergleich gesetzt zu früheren Kommunalwahlen:
| Sitzverteilung in der Gemeindevertretung 2021Insgesamt 13 Sitze - SPD: 6 - BFH: 7 | Parteien und Wählergemeinschaften | Parteien und Wählergemeinschaften          | % 2021 | Sitze 2021 | % 2016 | Sitze 2016 | % 2011 | Sitze 2011 | % 2006 | Sitze 2006 | % 2001 | Sitze 2001 |
| Sitzverteilung in der Gemeindevertretung 2021Insgesamt 13 Sitze - SPD: 6 - BFH: 7 | SPD                               | Sozialdemokratische Partei Deutschlands    | 47,6   | 6          | 48,7   | 6          | 50,8   | 7          | 50,7   | 8          | 53,9   | 8          |
| Sitzverteilung in der Gemeindevertretung 2021Insgesamt 13 Sitze - SPD: 6 - BFH: 7 | BFH                               | Bürgerforum Herzberg                       | 52,4   | 7          | 51,3   | 7          | 49,2   | 6          | —      | —          | —      | —          |
| Sitzverteilung in der Gemeindevertretung 2021Insgesamt 13 Sitze - SPD: 6 - BFH: 7 | FWG                               | Freie Wählergemeinschaft Breitenbach a. H. | —      | —          | —      | —          | —      | —          | 49,3   | 7          | 46,1   | 7          |
| Sitzverteilung in der Gemeindevertretung 2021Insgesamt 13 Sitze - SPD: 6 - BFH: 7 | gesamt                            | gesamt                                     | 100,0  | 13         | 100,0  | 13         | 100,0  | 13         | 100,0  | 15         | 100,0  | 15         |
| Sitzverteilung in der Gemeindevertretung 2021Insgesamt 13 Sitze - SPD: 6 - BFH: 7 | Wahlbeteiligung in %              | Wahlbeteiligung in %                       | 58,5   | 58,5       | 53,8   | 53,8       | 53,1   | 53,1       | 61,8   | 61,8       | 62,1   | 62,1       |

### Bürgermeister
Nach der hessischen Kommunalverfassung wird der Bürgermeister für eine sechsjährige Amtszeit gewählt, seit dem Jahr 1993 in einer Direktwahl, und ist Vorsitzender des Gemeindevorstands, dem in der Gemeinde Breitenbach am Herzberg neben dem Bürgermeister ehrenamtlich ein Erster Beigeordneter und vier weitere Beigeordnete angehören. Bürgermeister ist seit dem 1. Juli 2008 der parteiunabhängige Volker Jaritz. Er wurde als Nachfolger von Siegfried Steube (FWG), der nach einer Amtszeit nicht wieder kandidiert hatte, am 10. Februar 2008 in der Stichwahl bei 76,8 Prozent Wahlbeteiligung mit 65,5 Prozent der Stimmen gewählt. Es folgten zwei Wiederwahlen, zuletzt, ohne Gegenkandidaten, im März 2020.
Amtszeiten der Bürgermeister
- 2008–2026 Volker Jaritz[11]
- 2002–2008 Siegfried Steube (FWG)[12]
- 1990–2002 Paul Orth (SPD) (1938–2022)[15]

### Ortsbeiräte
Für die Ortsteile Breitenbach, Hatterode, Oberjossa, Gehau und Machtlos bestehen Ortsbezirke nach Maßgabe der §§ 81 und 82 HGO und des Kommunalwahlgesetzes in der jeweils gültigen Fassung. Die Ortsbeiräte bestehen aus drei bis sieben Mitgliedern. Der Ortsbeirat des Ortsbezirks wird im Rahmen der Kommunalwahlen gewählt und bestimmt aus seiner Mitte den/die Ortsvorsteher/in. Die Ortsbezirksgrenzen entsprechen den Gemarkungen der eingegliederten ehemaligen Gemeinden.

### Wappen
Blasonierung: „Ein neun Mal von Silber und Blau schräglinks gewellter Balken. Davor ein von Gold und Rot schrägrechts geteilter gekrönter Zinnenturm mit einem sechszackigen Stern in verwechselten Farben des Turmes.“
Bedeutung: Der Turm steht für die Burg Herzberg. Der Stern auf dem Turm erinnert an den Ritterbund der Sterner, die auf der Burg einen bedeuteten Stützpunkt hatten. Die Farben Gold und Rot stammen aus dem Wappen der Freiherren von Dörnberg, die seit 1477 im Besitz der Burg sind.

### Flagge
Die Flagge wurde am 10. November 1988 durch das Hessische Innenministerium genehmigt.
„Die Flagge der Gemeinde Breitenbach zeigt das Gemeindewappen: auf dem im Wellenschnitt von Blau und Weiß neunmal schräglinks geteilten Flaggentuch auf einem von Rot und Gold schräg geteilten Turm mit fünf Zinnen ein sechsstrahliger Stern in verwechselten Farben; über dem Turm eine goldene Krone mit roten und blauen Edelsteinen.“

## Kultur und Sehenswürdigkeiten

### Bauwerke
- Burg Herzberg (größte Höhenburg Hessens), auf dem Hirschberg (früher Herzisberg)

### Regelmäßige Veranstaltungen
- Burg-Herzberg-Festival (Open-Air Festival, jeden Sommer)
- Kobold-Kirmes
- Hutzelfeuer (Verbrennen der Weihnachtsbäume)
- Ritterspiele

## Söhne und Töchter der Gemeinde
- Franz Ulrich Ries (1695–1755), evangelischer Theologe und Hochschullehrer an der Universität Marburg
- Theodor Christian Friedrich Raydt (1768–1833), Jurist und Professor
- Konrad Heinrich von Dörnberg (1769–1828), Jurist, bayerischer Regierungspräsident der Oberpfalz
- Hans Heinrich Wachs (1822–1895), Mediziner, Gutsbesitzer, MdR
- Ludwig Gundlach (1837–1921), Verwaltungsbeamter
- Kurt Heinrich Vetter (1862–1945), Bürgermeister, Abgeordneter des Provinziallandtages der Provinz Hessen-Nassau